# بارتوو (ویرجینیای غربی)
بارتوو(به انگلیسی: Bartow) شهری در ایالت ویرجینیای غربی کشور ایالات متحده آمریکا است که جمعیت آن در سرشماری سال ۲۰۱۰ میلادی، ۱۱۱ نفر بوده‌است.